# Nava del Rey
Nava del Rey is een gemeente in de Spaanse provincie Valladolid in de regio Castilië en León met een oppervlakte van 126,10 km². Nava del Rey telt 2.094 inwoners (1 januari 2016).

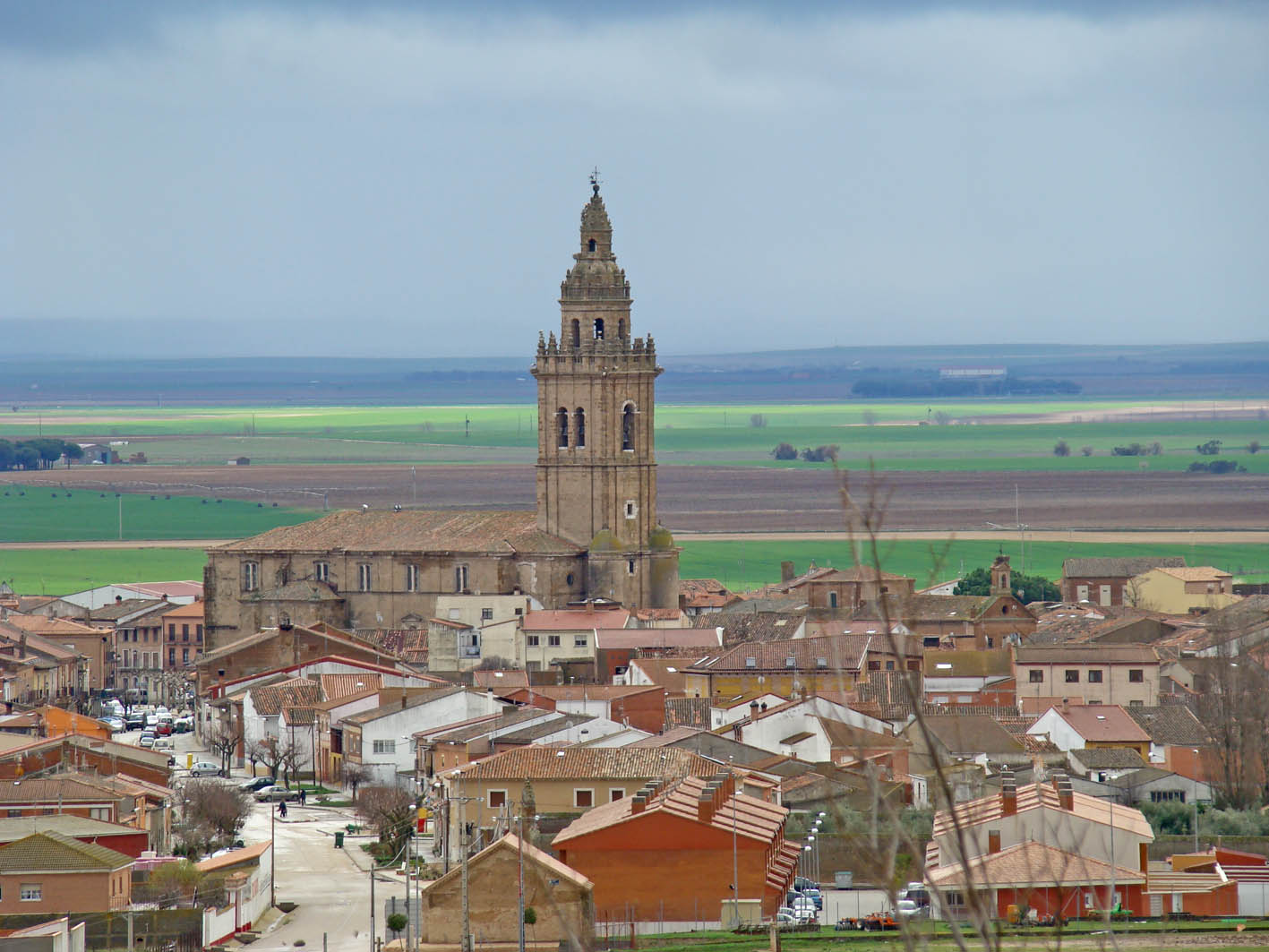
Nava del Rey
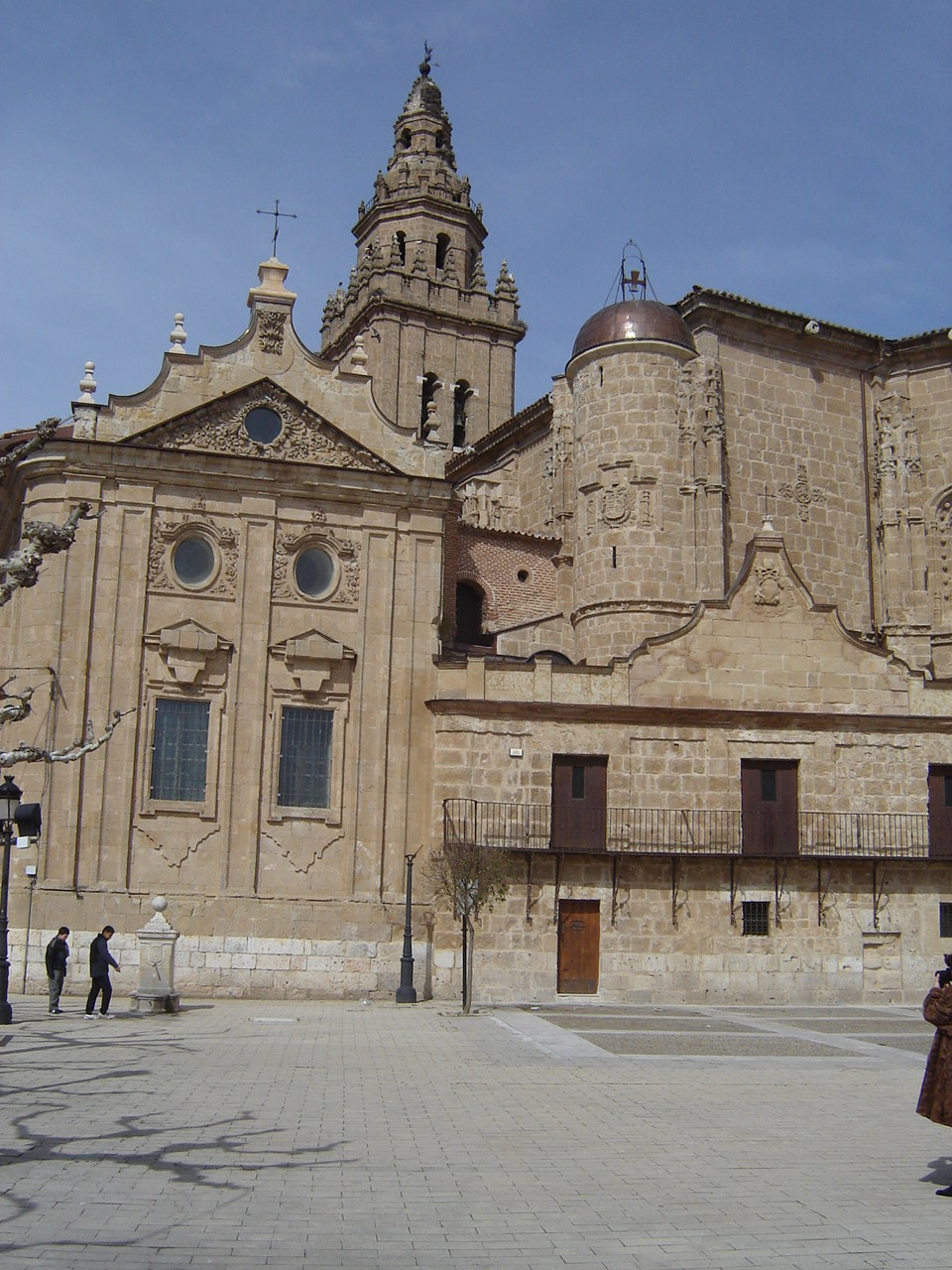
Kerk van de heilige Johannessen
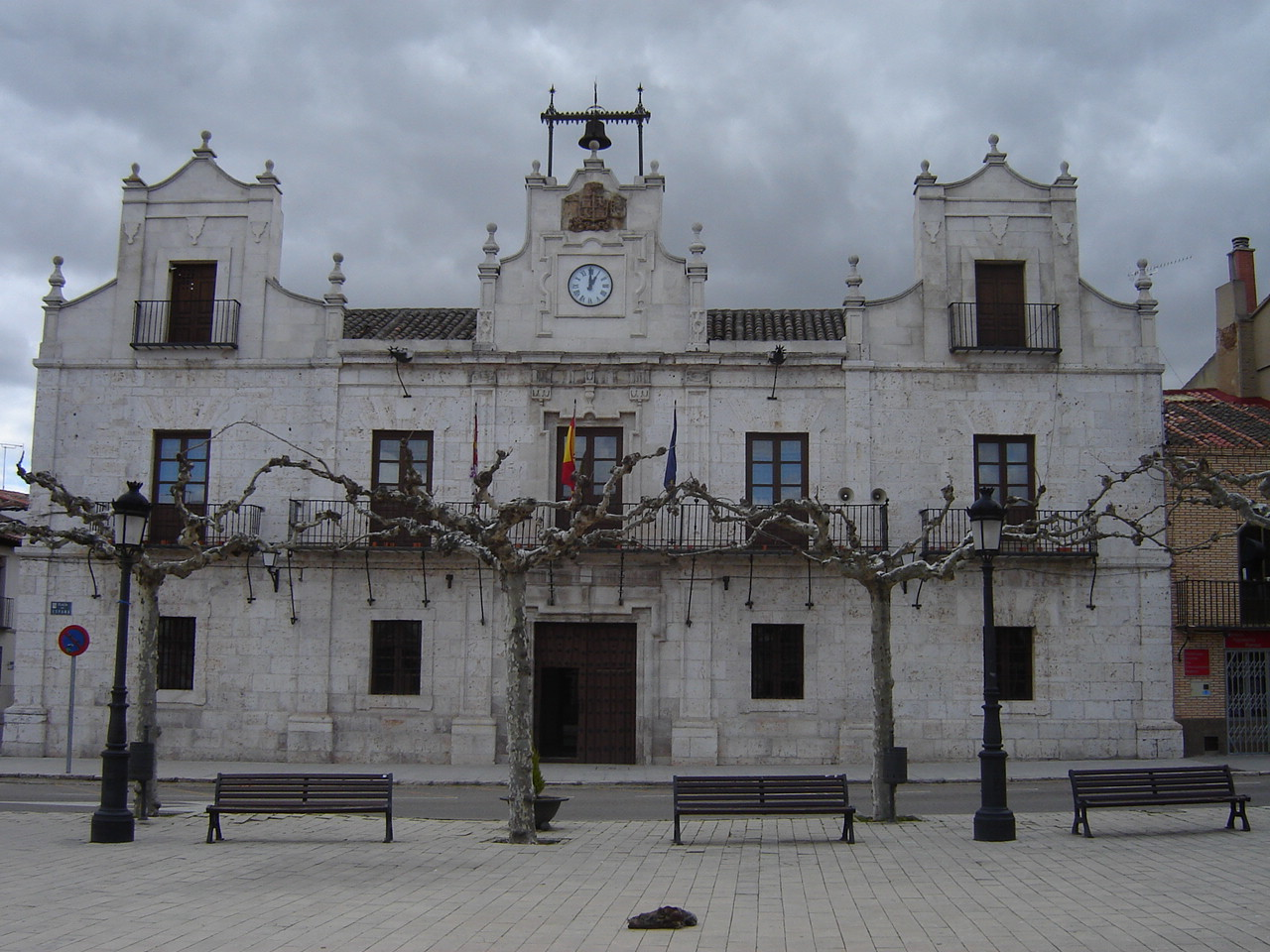
Gemeentehuis